# Trassenheide
Trassenheide er en badeby og kommune i det nordøstlige Tyskland, beliggende i Amt Usedom-Nord i den nordlige
del af Landkreis Vorpommern-Greifswald. Landkreis Vorpommern-Greifswald ligger i delstaten Mecklenburg-Vorpommern.

## Geografi
Trassenheide er én af de mindste badebyer på øen Usedom. Den er beliggende mellem Zinnowitz og Karlshagen, og kommunen ligger ved Usedomer Bäderbahn. Omkring otte kilometer vest herfor, ligger byen Wolgast og fire km mod øst, amtets administrationsby Zinnowitz.

## Eksterne kilder og henvisninger
- Wikimedia Commons har flere filer relateret til Trassenheide
- Kommunen websted
- Kommunens side  på amtets websted
- Befolkningsstatistik mm Arkiveret 3. august 2017 hos  Wayback Machine